# Power 20
Power 20는 SBS V-Radio에서 매일 오후 4시부터 저녁 6시까지 방송되는 가요, 팝 전문 논스톱 BGM 라디오 프로그램이다.

## 역사
2016년 4월 11일에 SBS V-Radio가 논스톱 음악 전문 채널로 탈바꿈하면서 첫방송을 시작했으며, 원래는 가요만 선곡했으나, 2025년 2월 21일부터 가요와 더불어서 팝도 선곡한다.